# أندي إدواردز
أندي إدواردز (بالإنجليزية: Andy Edwards)‏ (17 سبتمبر 1971 في المملكة المتحدة - ) هو لاعب كرة قدم بريطاني في مركز الدفاع. لعب مع برمنغهام سيتي وروشدين ودايموندز ونادي بيتربورو يونايتد ونادي ساوثيند يونايتد ونادي ألدرشوت تاون وغرايز أتلاتيك ‏.

## وصلات خارجية
- أندي إدواردز على موقع قاعدة بيانات كرة القدم.إي يو (الإنجليزية)
- أندي إدواردز على موقع Soccerbase.com (لاعب) (الإنجليزية)